# Novosamara, Bobrîneț
Novosamara (în ucraineană Новосамара) este un sat în comuna Novohradivka din raionul Bobrîneț, regiunea Kirovohrad, Ucraina.

## Demografie
Componența lingvistică a localității Novosamara
     Ucraineană (90,41%)
     Rusă (9,59%)
Conform recensământului din 2001, majoritatea populației localității Novosamara era vorbitoare de ucraineană (90,41%), existând în minoritate și vorbitori de rusă (9,59%).